# Bertoald

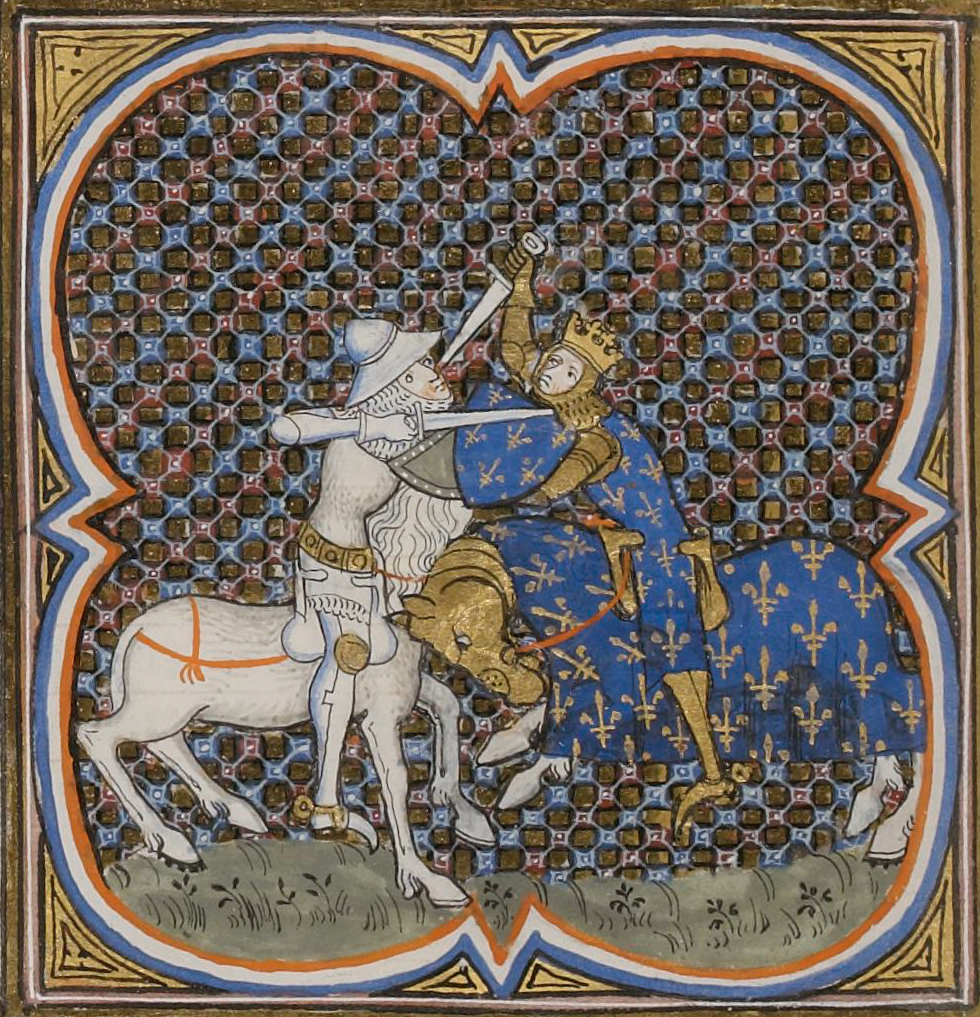
Zweikampf zwischen König Chlothar II. und Bertoald (links), Nationalbibliothek Frankreichs (14. Jahrhundert)

Bertoald (auch Berthoald) († 25. Dezember 604) war Hausmeier des Teilkönigreichs Burgund von etwa 600 bis Weihnachten 604. Nach dem Chronisten Fredegar war er gemäßigt, feinfühlig, tapfer und ehrenhaft.  
Im Jahr 604 folgte Theuderich II. dem Rat seiner Großmutter Brunhilde, Bertoald auf eine Inspektionstour der burgundischen Villae entlang der Seine zu senden. Dabei handelte es sich um eine Intrige Brunhildes, die auf den Tod Bertoalds hoffte, um ihren Favoriten Protadius in das Amt des Hausmeiers zu bringen. Bertoald hatte bei seiner Mission lediglich dreihundert Männer bei sich. Auf seiner Reise wollte er auch im Wald von Arèle jagen, als er dort von einer Armee Chlothars II. überrascht wurde, die von dessen Sohn Merowech und dem späteren neustrischen Hausmeier Landerich angeführt wurde. Bertoald konnte nach Orléans fliehen.
Dort wurde er belagert und erhielt Entsatz von seinem König, der die neustrischen Truppen bei der Schlacht von Étampes aufrieb. In dieser Schlacht ließ Bertoald nach offenbar tapferem Kampf sein Leben und Protadius wurde sein Nachfolger.
| Personendaten    | Personendaten                                                           |
| ---------------- | ----------------------------------------------------------------------- |
| NAME             | Bertoald                                                                |
| ALTERNATIVNAMEN  | Berthoald                                                               |
| KURZBESCHREIBUNG | Hausmeier des Teilkönigreichs Burgund von etwa 600 bis Weihnachten 604. |
| GEBURTSDATUM     | 6. Jahrhundert                                                          |
| STERBEDATUM      | 25. Dezember 604                                                        |